# Athénée royal de Binche
 (mai 2015).
L’Athénée royal de Binche est un établissement scolaire mixte situé à Binche, en Belgique. Il fait partie du réseau d'enseignement officiel de la Fédération Wallonie-Bruxelles.

## Localisation
L’établissement, situé à Binche, est réparti sur deux sites, distants d'une centaine de mètres :
- le site principal (enseignements primaire dès la 3ème année, et secondaire), place des Droits de l'Homme. Il dispose d'un terrain de sport, d'une réserve naturelle et d'un verger.
- le site secondaire, dit « de Maromme » (enseignements maternel et primaire jusqu'à la 2ème année), rue de Maromme.

Il est desservi à proximité immédiate par plusieurs lignes de bus lors des entrées et sorties d'école.

## Historique
La Ville de Binche crée en 1880 l’École moyenne communale pour garçons. En 1881, l’institution communale devient l'École moyenne de l’État puis en 1946, l'Athénée royal. Cette école est établie dans l’ancien collège des Augustins [actuel musée international du carnaval et du masque, fondé par Samuël Glotz],,. 
À partir de 1956, l'école est progressivement transférée à la périphérie de la ville où elle devient le centre d’un quartier résidentiel. La première pierre des nouveaux bâtiments de l’école est posée le 4 juin 1956. L'internat est mixte depuis 1993.

## Spécificités
L'internat accueille des élèves dès la 1re primaire jusqu’à la fin du secondaire. Cet internat suscite un regain d'intérêt dans les années 2010.  L'enseignement commence avec les premières classes de maternelle. Un bal annuel, dit Bal des Rhétos  se déroule traditionnellement le samedi précédant le Laetare.

## Ancienne personnalités liées à l'Athénée
Des personnalités ont enseigné au sein de cette établissement :
- Samuël Glotz - ancien professeur et préfet ;
- Maxime Steinberg - ancien professeur[6].